# Coco Grande
Coco Grande är en ort i Mexiko.   Den ligger i kommunen Huejutla de Reyes och delstaten Hidalgo, i den sydöstra delen av landet, 210 km norr om huvudstaden Mexico City. Coco Grande ligger 145 meter över havet och antalet invånare är 232.
Terrängen runt Coco Grande är platt åt sydost, men åt nordväst är den kuperad. Runt Coco Grande är det ganska tätbefolkat, med 248 invånare per kvadratkilometer. Närmaste större samhälle är Huejutla de Reyes, 2,4 km söder om Coco Grande. Omgivningarna runt Coco Grande är en mosaik av jordbruksmark och naturlig växtlighet.